# Robert Werner Duemling
Robert Werner Duemling (29 februari 1929 - 13 juli 2012) was een Amerikaans diplomaat. Hij was van 1982 tot 1984 ambassadeur in Suriname.

## Biografie
Duemling groeide op in Fort Wayne (Indiana) en San Diego (Californië). Hij slaagde voor een bachelor- en mastergraad in kunst en architectuur aan de Yale-universiteit en deed met een beurs van het Henry Fellowship een vervolgstudie aan de universiteit van Cambridge in Engeland.
Hij diende als marineofficier tijdens de Koreaanse Oorlog (1950-1953). In 1957 kwam hij in dienst van het ministerie van Buitenlandse Zaken.
Op 22 juli 1982 werd hij benoemd tot ambassadeur in Suriname, waar de regering op dat moment in handen was van het militaire regime. Hij overhandigde zijn geloofsbrieven op 14 augustus 1982 en bleef op zijn post tot 24 augustus 1984.
Drie jaar later, in 1987, verliet hij de diplomatieke dienst en werd hij directeur van het National Building Museum in Washington, D.C.